# Alberthafen Dresden-Friedrichstadt

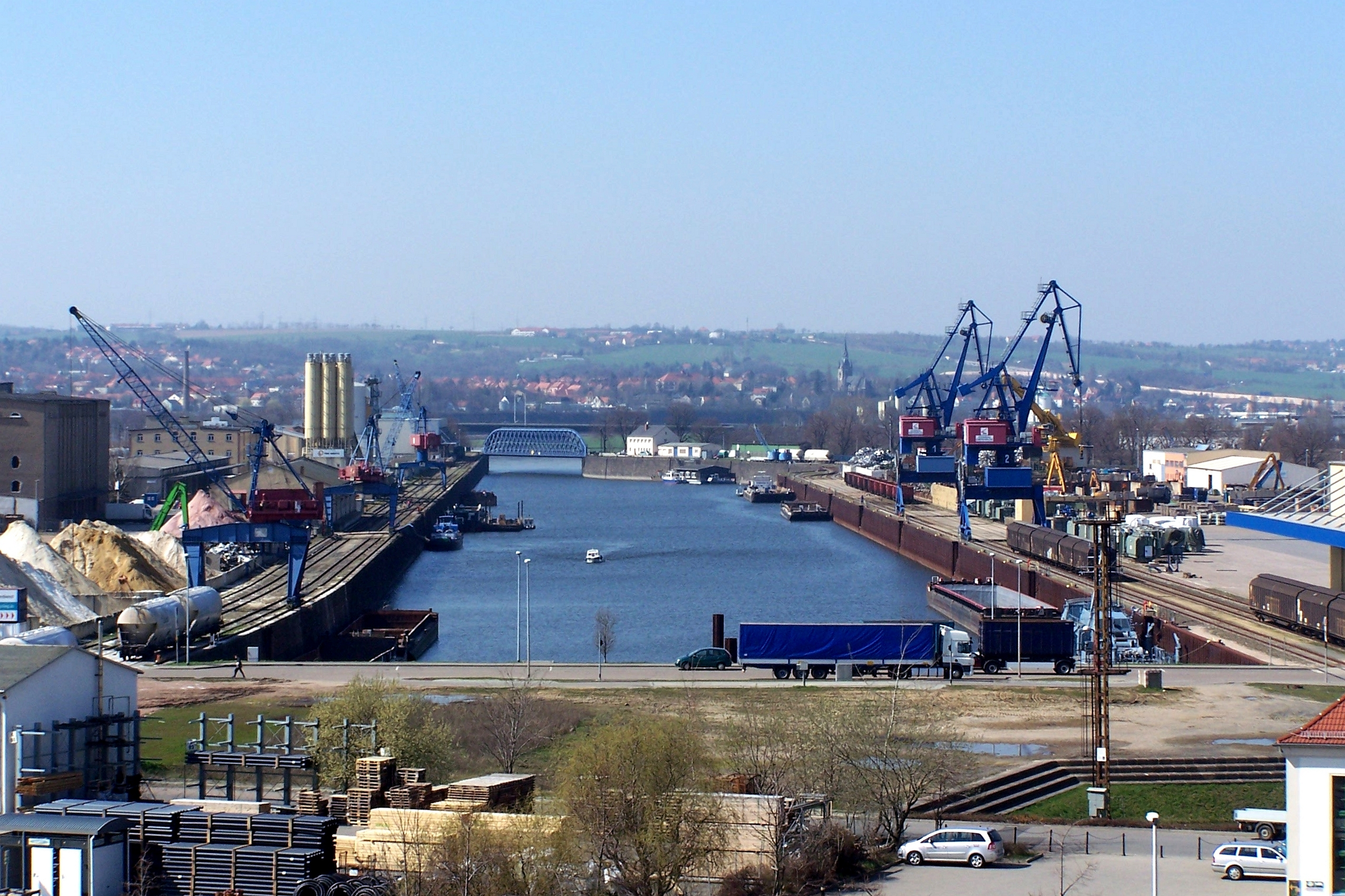
Alberthafen

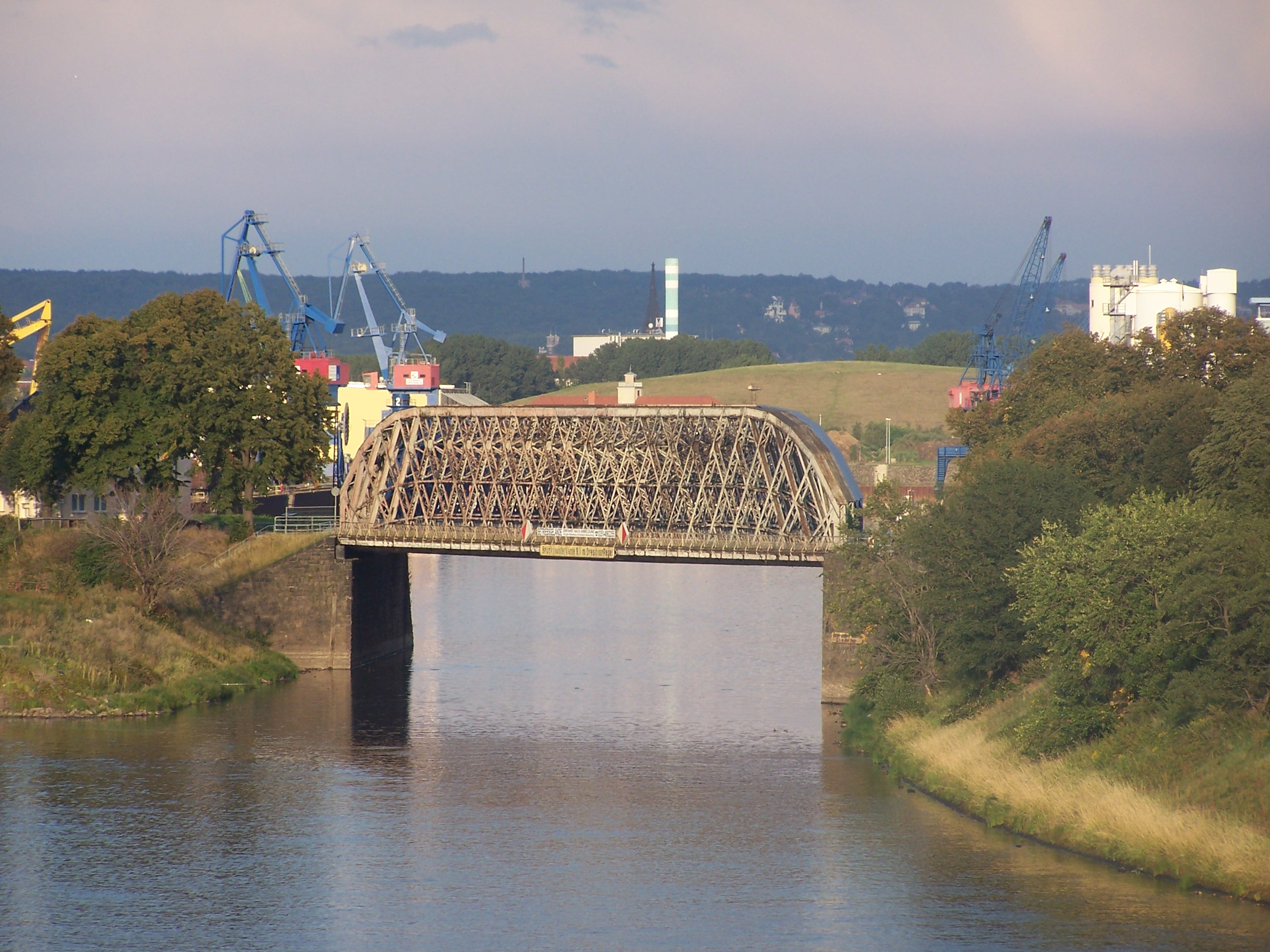
Hafeneinfahrt mit der Hafenbrücke

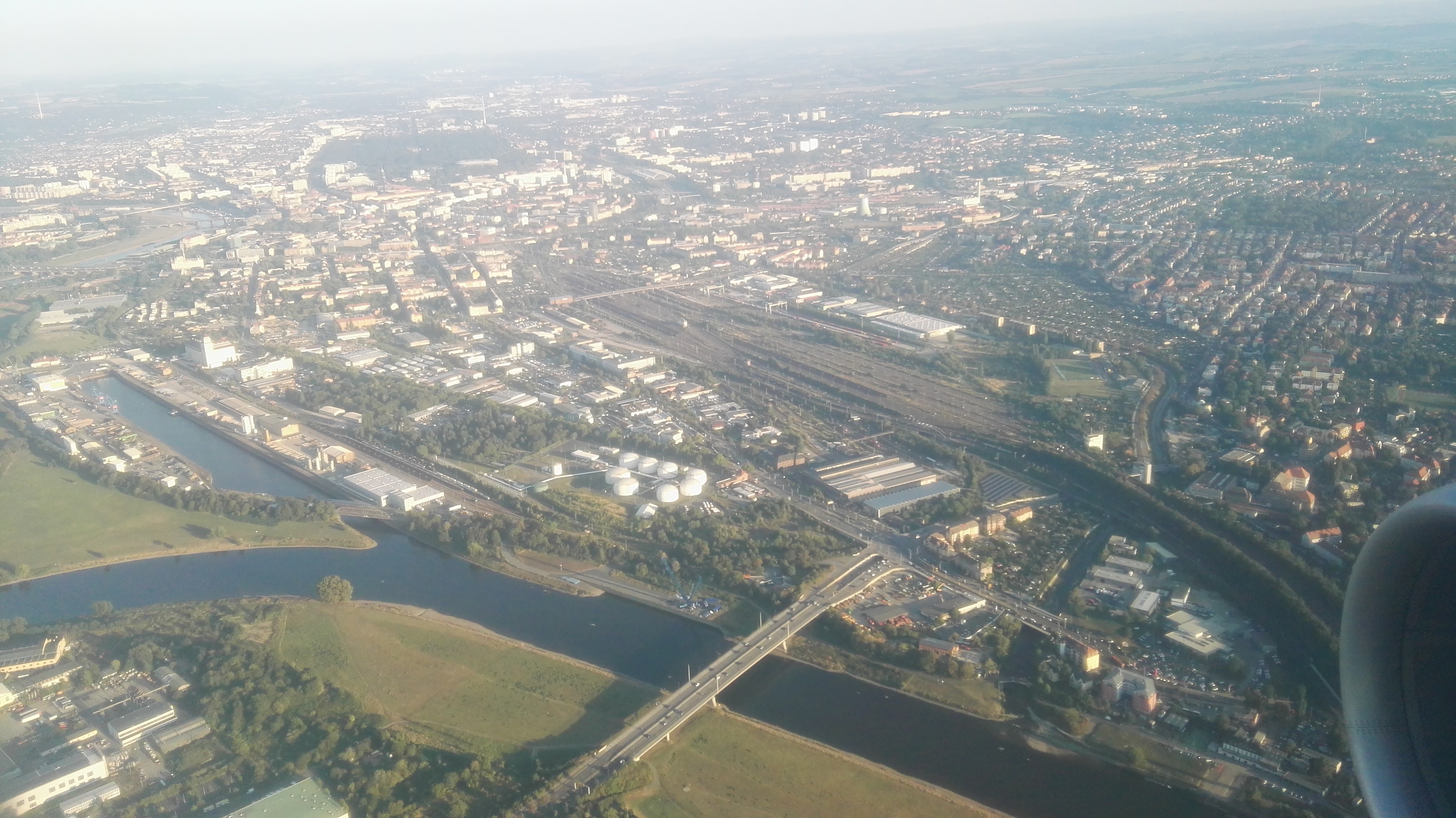
Alberthafen auf einem Luftbild

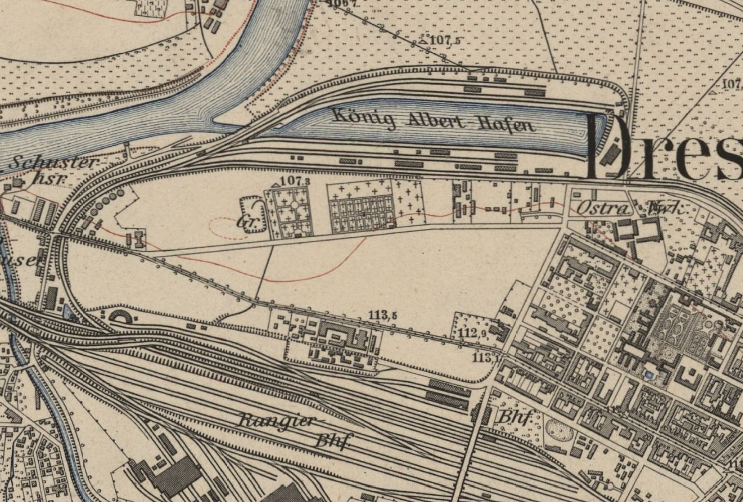
Alberthafen (1904)

Der Alberthafen Dresden-Friedrichstadt ist der bedeutendste Hafen Dresdens. Er wurde zwischen 1891 und 1895 erbaut und liegt im Dresdner Ostragehege (das zum Stadtteil Friedrichstadt gehört) an der Elbe nahe der Flügelwegbrücke und dem Städtischen Vieh- und Schlachthof von Hans Erlwein (heutige Messe Dresden). 
Am 1. November 1895 wurde der Alberthafen in Betrieb genommen. Für den Hafen und die ihn schützende Flutrinne hatten zwei Dampfbagger etwa 1,5 Millionen Kubikmeter Erde ausgehoben. Die Erde wurde großteils für den Bau des Güterbahnhofs Friedrichstadt genutzt. Die 2,2 Kilometer lange und 12 Meter hohe Kaimauer wurde so angelegt, dass sie den damals bekannten Höchststand der Elbe beim Elbhochwasser 1845 um 30 Zentimeter überragte. Erst beim Jahrhunderthochwasser 2002 wurde sie bei einem Pegelstand von 9,40 Metern überspült. Die sechzehn Kräne, drei Transportfördersysteme und die Sauganlage waren elektrische betrieben und damit auf der Höhe der Zeit. Auf den 40 Liegeplätzen wurden schon im ersten Jahr 150.000 Tonnen Güter umgeschlagen. Es konnten bis zu 25 Kähne gleichzeitig abgefertigt werden. Ende der 1920er Jahre war der Hafen technisch veraltet und wurde 1931 modernisiert und erweitert. Bei den Luftangriffen auf Dresden im Zweiten Weltkrieg wurde der Hafen stark beschädigt. Nach Reparaturarbeiten stieg der Güterumschlag aber wieder an; bis Mitte der 1950er Jahre auf 550.000 Tonnen. Mit neuen Kränen stieg die Leistung in den 1970er Jahren auf 1,2 Millionen Tonnen. Umgeschlagen wurden vor allem Kies, Steine, Getreide, Erze, Kaolin, Waschmittel und Steinsalze. In den 1980er Jahren verfielen die Anlagen abermals.
Das Hafengelände umfasst insgesamt eine Fläche von 42 ha. Das Hafenbecken war ursprünglich 1100 Meter lang und 150 Meter breit und besaß somit eine Fläche von 15 ha. Im Rahmen von Umbaumaßnahmen wurde das Hafenbecken 1997 deutlich verkleinert – der nördliche und westliche Teil des Beckens wurde zugeschüttet, um Platz für zusätzliche Gewerbe- und Logistikanlagen zu schaffen. Heute ist das Becken nur noch ca. 7 ha groß. Das Hafenbecken besteht aus drei Teilen: der Hafeneinfahrt, einem Wendebecken und dem eigentlichen rechteckigen Hauptbecken mit Nord- und Südkai. Das Hafenbecken hat eine durchschnittliche Breite von 75 m. Der Nordkai ist 730 m lang, der Südkai hat eine Länge von 1000 m. Das Wendebecken hat einen Durchmesser von 105 m.
Der Hafen bietet Platz für 20 Schiffe. Die Hafenbrücke, eine Eisenfachwerkkonstruktion, überspannt seine Einfahrt. Im Hafen stehen sieben Krananlagen für den Umschlag von Massen-, Stück-, Schwergütern sowie Containern zur Verfügung. Die maximale Tragfähigkeit beträgt 90 t. Stückgewichte über 90 t werden mit Mobilkranen umgeschlagen.
Im Nordosten des Geländes befindet sich das sehenswerte historische Terminal, an dem sich auch die ursprüngliche Größe des Hafenbeckens erkennen lässt. Das verbliebene Teilbecken ist die einstige nordöstliche Ecke des Hafenbeckens, welches aber heute keine Verbindung mehr zur Elbe hat. Das Ensemble des Museums-Terminals, bestehend aus zwei historischen Eisenbahnwagen (Bj. 1910), einem Hafenkran (Bj. 1965) und der letzten Elbzille „Waltraut“ (1913), kann nicht nur von der Terrasse des Restaurants Fischhaus Alberthafen bestaunt werden. Im Inneren des Schleppkahns „Waltraut“ werden die Lebensbedingungen der Elbschiffer und die Geschichte der Binnenhäfen an der Oberelbe dargestellt.
Der Hafen ist über die Hafenbahn Dresden an das Güterverkehrszentrum am Bahnhof Dresden-Friedrichstadt angeschlossen und verfügt über ein trimodales Terminal. Der Hafen ist ausschließlich dem Güterverkehr vorbehalten. Für Sportboote besteht eine Anlegemöglichkeit im Pieschener Hafen.
Zwischen 2006 und 2007 wurde eine neue Roll-on-Roll-off-Anlage nahe der Flügelwegbrücke errichtet, die es ermöglicht, dass beladene Lkw direkt auf Schiffe fahren.
Der Hafen wird von der Sächsischen Binnenhäfen Oberelbe GmbH (SBO) betrieben, die auch die Häfen in Roßlau, Riesa, Torgau, Děčín und Lovosice betreibt. Dabei wurden im Jahr 2014 in diesen Häfen 2,85 Mio. Tonnen Güter umgeschlagen, der Umsatz lag bei rund 20 Mio. Euro.
Neben dem Hafengelände befindet sich die Dresdener Mühle.